# Жерар, Мишель (скульптор)
Мишель Жерар (фр. Michel Gérard; род. 29 июня 1938, Париж) — французский скульптор.
Окончил Высшую национальную школу прикладных искусств и художественных ремёсел (1957), ученик Жака Звобада, затем учился в Национальной высшей школе изящных искусств. В 1958 г. работал вместе с Этьенном Мартеном и Франсуа Стали над экспозицией для Всемирной выставки в Брюсселе.
На протяжении 1960-70-х гг. участвовал в различных французских и зарубежных (Буэнос-Айрес, Саарбрюкен, Пасадена и др.) выставочных проектах со скульптурными инсталляциями, главным образом из хромированного металла, сочетавшими социальную критику и интерес к производственным технологиям. В 1975—1981 гг. преподавал в школе искусств в Туре.
С 1989 г. живёт и работает в Нью-Йорке. Американские работы Жерара, выполненные как в металле, так и из лёгких материалов (поролон, папье-маше), связываются специалистами с течением арте повера.
Работает также в жанре книги художника (часто вместе с женой, русской поэтессой Мариной Тёмкиной).